# موقد محمول

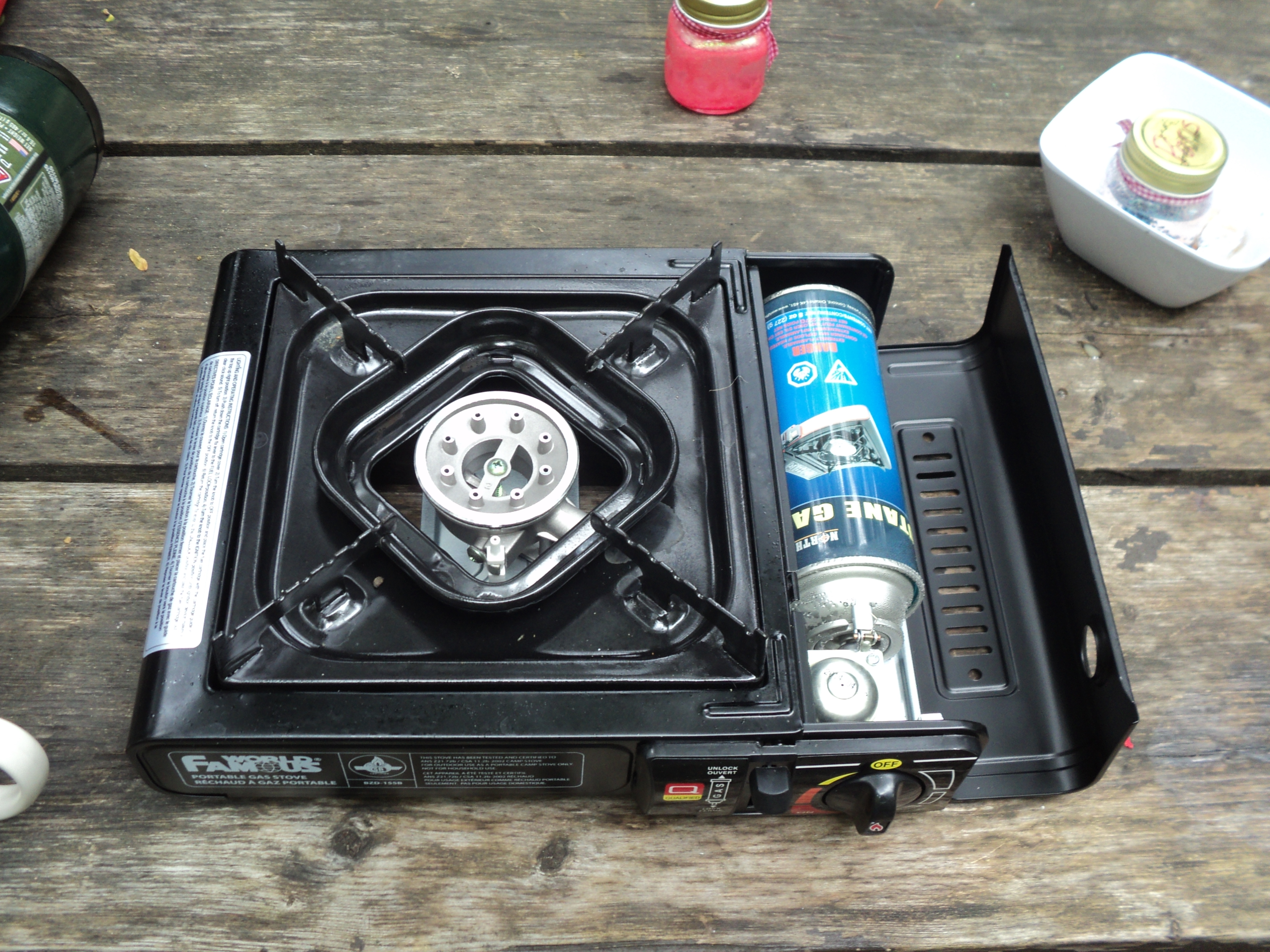
موقد غاز رحلات نوع (Portable Butane)، يعمل على علبة غاز صغيرة (Cans lpg gas) ويعمل أيضا على قنينة غاز الطبخ.

الموقد المحمول أو المِطهاة هو موقد خفيف الوزن يعمل بالوقود السائل ويمكن نقله بسهولة من مكان إلى آخر. يستخدم الموقد المحمول في المستشفيات الميدانية، وفي المعارك، وفي الأماكن النائية، حيث لا يتوافر الغاز لتشغيل المواقد الغازية الكبيرة، وفي الرحلات وغالباً ما تستخدم لأغراض الرحلات. في السابق كان يشتغل الموقد المحمول بالكيروسين فقط (تسمى مواقد الكيروسين)، لكن فيما بعد أصبحت مواقد الغاز المحمولة متوفرة، وأصبحت هي المنتشرة، وذلك يرجع لأسباب عدة، ومن أهمها سهولة استخدامها.